# Micimackó-bot
A Micimackó-bot (az eredetiben: Poohstick) egy játék, amely először a The House at Pooh Cornerben, A. A. Milne második micimackós könyvében fordul elő. Egyszerű játék, amelyet bármilyen folyóvíz feletti hídon lehet játszani. Minden játékos a folyóvízbe ejt egy botot a híd folyás felőli oldalán, amit magával sodor a folyóvíz, és az a győztes, akinek a botja először jelenik meg a híd túlsó oldalán. 1984 évente megrendezik a Micimackó-bot-világbajnokságot Day's Lockban, a Temze folyón (Egyesült Királyság).

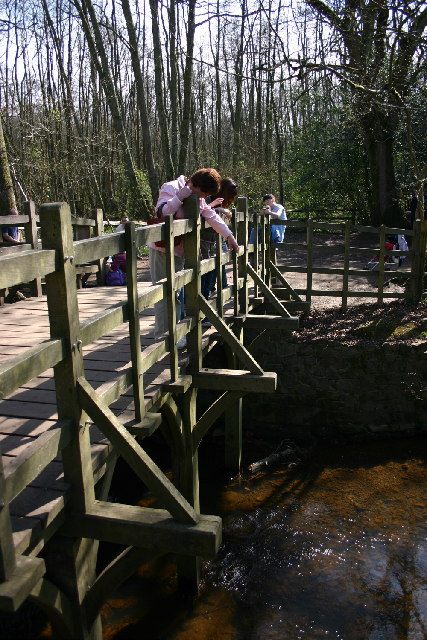
Micimackó-híd Ashdown Forestben

## Története
A Micimackó-botot A. A. Milne angol író találta ki a fia, Christopher Robin Milne számára. A játékot legelőször Milne írta le a The House at Pooh Corner című, 1928-ban megjelent könyvében. Később ez a leírás szerepel még egy 1983-as Disney animációs filmben (Micimackó: a Szamár napja).
A könyv legelső rajzán a főhős, Micimackó egy hídról véletlenül egy fenyőtobozt ejt a folyóba. Miután megfigyelte, hogy a toboz megjelent a híd túloldalán, megalkotja a Micimackó-bot játékszabályait. Később pedig a többi szereplővel, Róbert Gidával, a Tigrissel és a Szamárral is játssza ezt a játékot.
Milne és fia először az East Sussexben található Upper Hartfield falu közelében fekvő Ashdown Forest hídján játszotta. Ez a híd 1907-ben épült, eredeti neve Posingford Bridge. Az azonban bizonytalan, hogy a játékot először a hídnál játszották, majd azután írta bele a történetbe, vagy fordítva. A híd fenntartotta a közvélemény érdeklődését, és a hetvenes évek végén az újjáépítésére irányuló kampányt elég fontosnak tartották ahhoz, hogy szerepeljen a BBC Nine-O'Clock News (Nyolcórai Hírek) című műsorában. A hidat újjáépítése után Christopher Robin Milne avatta fel, hivatalosan Micimackó-hídra keresztelték át.
Az oldal annyira népszerű volt, hogy 1999-ben East Sussex megyei tanácsa fellebbezést nyújtott be a Disney-hez, mivel a régi fahidat az elsöprő számú látogató elkoptatta. A cég jelentős (becslések szerint 30 000 font) adománnyal támogatta a híd cseréjét. A hidat 1979-ben részben átépítették, a teljes rekonstrukciót a Disney, építőipari cégek és a lakosság adományaiból finanszírozták. Az újonnan épített és modernizált híd megőrizte elődje eredeti stílusát. Az átadásra a hídon elhelyezett emlékplakett emlékezik meg, melyen köszönetet mondanak azoknak, akik anyagilag támogatták a munkálatokat. A játék a mai napig játszható Ashdown Forestben, ami erre a helyszínre rendszeresen odavonzza a turistákat olyan távoli területekről, mint például az Egyesült Államok és Japán. A látogatóknak azonban most azt tanácsolják, hogy vigyenek magukkal a saját botot, mert a korábbi látogatók a környék fáiról vágták és ezzel kárt okoztak bennük.
A Kent-beli Penshurst közelében található „eredeti” Micimackó-híd, amelyet az eredeti részeiből rekonstruáltak, amelyet hasonló korú faanyaggal javítottak ki, egy árverésen több mint 131 000 fontért kelt el 2021 októberében. A vevő, Lord De La Warr "büszke helyet" kíván neki biztosítani a birtokán (Buckhurst Park, Sussex).
A hagyományos játék filmeseket és forgatókönyvírókat ihletett meg, szerepelt az 1998-as Into My Heart című filmben Rob Morrow-val és Claire Forlanival és a BBC To the Manor Born című sitcomjában, valamint a Marks &amp; Spencer reklámjában, ahol a modellek, köztük Twiggy és Myleene Klass, játszotta a játékot. A játék népszerűségét jelzi, hogy kérdésként szerepelt a régóta futó University Challenge brit kvízsorozatban. A patak áramlásának becslésére szolgáló "Micimackó-botos módszer" a nevét egy vagy több lebegő objektum használatáról kapta (amelyek jellemzően egy ismert szélességű híd alatt haladnak át) a víz áramlási sebességének meghatározására.

## Szabályok és játékstratégia
A játék két vagy több játékos játssza. A Micimackó-bot hagyományos változatában a résztvevőknek egyszerre kell ledobniuk egy botot a hídról a folyás felőli oldalon, majd át kell futniuk a másik oldalra. Az a játékos nyer, akinek a botja először jelenik meg a híd túloldalán. Alternatív megoldásként a játékosok kiválaszthatnak a folyón indulópontot is (ami nem híd), és meghatározhatnak egy célvonalat folyásirányban. Az a játékos nyer, akinek a botja először halad át a célponton. Ennek változata a gumikacsaverseny, amikor nem botokat, hanem azonosítószámmal megjelölt gumikacsákat engednek el egyszerre a folyón.
Általánosan elfogadott, hogy a játékban használt botnak szerves, nem mesterséges anyagból kell készülnie, lehetőleg fűzfából. Minden résztvevőnek egyszerre kell ledobnia a botját, általában azt követően, hogy a játékvezető „drop”, „twitch” vagy bármilyen más egyeztetett kulcsszót kiált. Ezen túlmenően csalásnak számít, ezért tilos előny elérése érdekében a híd szétszerelése, saját meghajtású botok használata. A botot ejteni (csak elengedni és nem dobni) kell a vízbe. Azt, aki dobja a botját, kizárják a játékból.
A Micimackó-bot szerencsejátéknak számít, de néhány játékos, köztük a 2024-es világbajnok, azt állítja, hogy nem csak a szerencse, hanem az ügyességük is számított. A játékstratégia része az, ahogyan a botot tartják, elengedés előtt leejtik, másrészt megpróbálják megtalálni a leggyorsabban áramló részt a folyóban és oda ejtik. A szerző, Ben Schott harmadik könyvében, a Schott's Sporting, Gaming and Idling Miscellany című könyvében egy dobási módszert vázolt fel nyerő stratégiaként, de ezt a versenyszervezők csalásnak minősítették. Mindenesetre a hídtámaszok körüli turbulencia nagyon nehezen megjósolhatóvá teszi a bot útját, ráadásul ez az áramlás az évszaktól függően változhat is.

## Micimackó-bot-világbajnokság

A Little Wittenham híd a gátőrházzal a háttérben

A játékot az éves Micimackó-bot-világbajnokság tette közismertté. Eredetileg ezek a Temze folyón, Day's Lockban zajlottak, Dorchester-on-Thames közelében, Oxfordshire államban. de később a szintén oxfordshire-i Witney-ben található Langel Commonba költöztették őket, és több mint 1500 látogatót vonzottak, köztük sokat a tengerentúlról. A bajnokságon egyéni és négyfős csapatverseny szerepel. A játékosok sokféle országból érkeznek, beleértve az Egyesült Államokat, Japánt, Kenyát, Ausztráliát és Angliát. A Witney-be költözés előtt az esemény a Little Wittenham Bridge- ről zajlott, de most egy másik hidat használnak a Windrush folyón a Cogges Manor Farm közelében.
A sporteseményt 1984-ben a Little Wittenham Bridge-en a gátőr, Lynn David indította el, a Royal National Lifeboat Institution (RNLI) adománygyűjtő eseményeként. Észrevette, hogy az emberek időnként botokat törtek le a közeli sövényekről, hogy azokkal játszhassanak. Ekkor állt elő egy verseny ötletével a jótékonysági szervezet támogatására. Kitett egy doboz botot, valamint egy adománygyűjtő dobozt, és ez hamarosan évente megrendezett eseménnyé lett. A játéknak ebben a bajnoki változatában a célvonal a folyásirányban, kissé távolabb van felállítva, és az a győztes, akinek a botja elsőként lépi át ezt a vonalat. A versenyt eredetileg mindig januárban rendezték meg, de az 1997-es jeges időjárás miatt áttették márciusra.

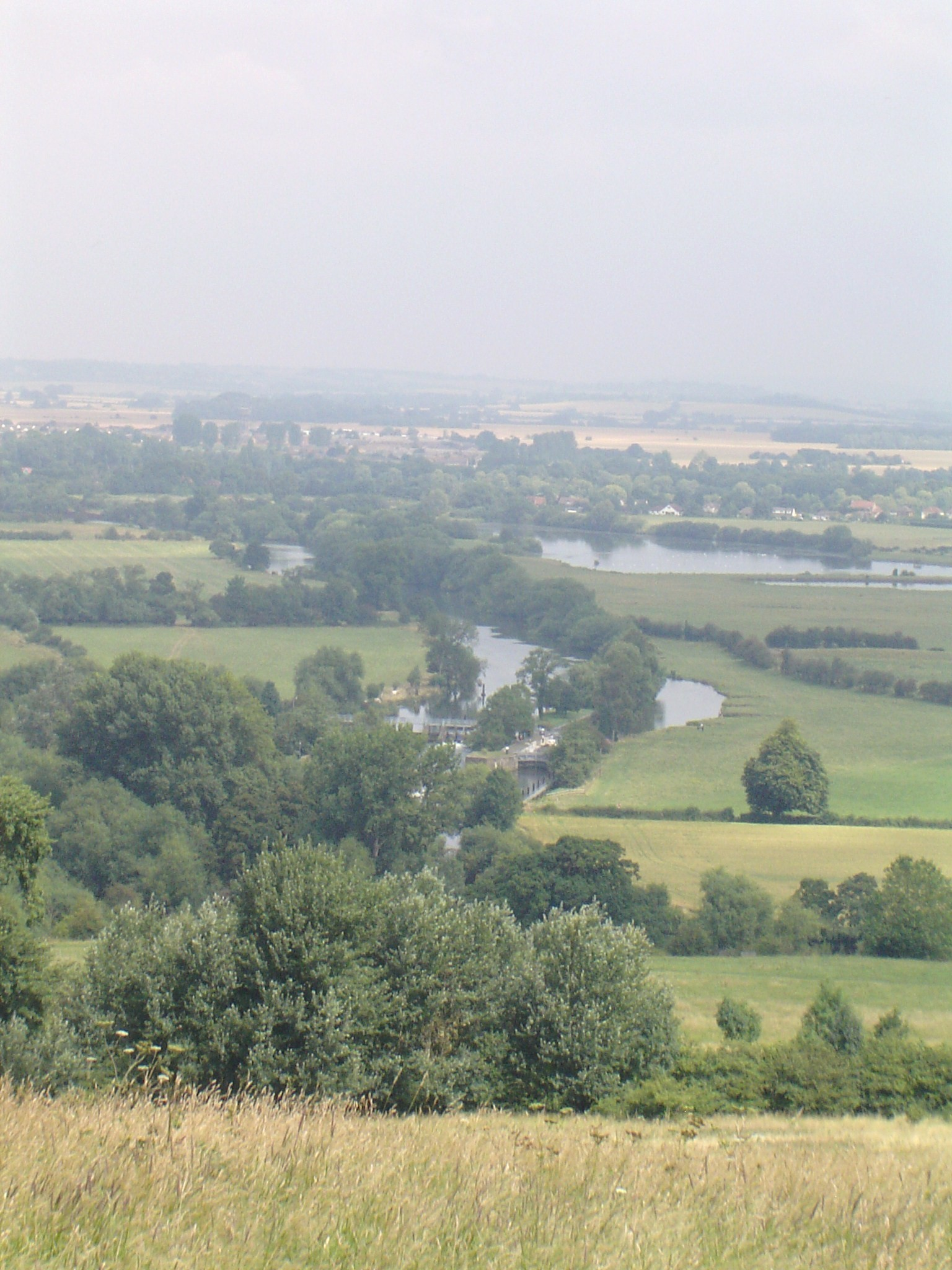
Day's Lock nyári látképe a Wittenham Clumpsból (Sinodun Hills)

A rendezvény népszerűnek bizonyult a helyi közösség körében, sőt a külföldi média figyelmét is felkeltette. Lynn David visszavonulása után az esemény lebonyolítását Sinodun korábbi Rotary Clubja vette át, amelynek székhelye a közeli Wallingfordban volt. Az összegyűlt összeget felosztották az RNLI és a Rotary Club által támogatott jótékonysági egyesületek. Az eseménysorozat húszadik évében az esemény népszerűsége egyre nőtt, látogatókat vonz a világ minden tájáról, és közvetítik például az orosz, japán és cseh televízióban is. Ezenkívül a VisitBritain, a hivatalos brit turisztikai testület megemlítette a "Furcsa brit események" gyűjteményében. Fennállása során a rendezvénysorozattal körülbelül 30 000 fontot gyűjtöttek össze az RNLI számára.
A bajnokságot a hanyatlás veszélye fenyegette, amikor 2008-ban a Sinodun Rotary Club kijelentette, hogy tagjai már túl öregek ahhoz, hogy ilyen méretű éves rendezvényt rendezzenek. A Sinodun akkori elnöke, David Caswell így nyilatkozott: „Az a baj, hogy rengeteg és nehéz munka folyik az esemény megrendezésére. Néhány tagunk 70 év feletti, és ez nekik már túl sok vol.” Az Oxford Spiers Rotary Clubja azonban továbbra is otthont ad az eseménynek, így megőrizve a versenyt a jövő generációi számára. Az Oxford Spiers 2008–2009-es elnöke, Liz Williamson hangsúlyozta, hogy folytatni kell az eseményt, mivel az nagy helyi népszerűségnek örvend, és az angolok természetének egy különleges részét mutatja meg a világ közönségének.
A szervezők 2015 januárjában úgy döntöttek, hogy a Little Wittenham telephely már nem alkalmas az esemény helyszínéül, mert ahogy az esemény egyre népszerűbb lett, ezzel a logisztikai nehézségek is együtt nőttek és megváltozott a területhasználat. Az év júniusában a világbajnokságot új otthonukban, a Windrush folyón átívelő kerékpároshidak egyikén rendezték meg Langel Commonon, a Cogges Manor Farm Museum közelében, Witney-ben, Oxfordshire-ben. Az első évben az új helyszínen a szervezők úgy döntöttek, hogy nem lesz csapatjáték, de 2016-ban már újra játszottak csapatok is. A rendezvény 2018-ig továbbra is itt zajlott, de 2019-ben az eseményt forráshiány miatt nem tartották meg. 2020 és 2022 között pedig a Covid-19-világjárvány miatt maradt el. 2023. május 28-án indult újra, a 40. évforduló emlékére, Sandford-on-Thamesban.
Mind az egyéni, mind a csapatverseny győztesei kupát vagy érmet, a második és harmadik helyezettek és csapatok pedig kisebb kupát vagy oklevelet is kapnak. Annak ellenére, hogy azt állítják, hogy a játék több ügyességet igényel, mint szerencsét, egyetlen csapat vagy egyén sem nyerte meg többször a versenyt. Az egyéni versenyben a játékos általában három forduló megnyerése után kerülhet be a döntőbe.

## Nevezetes Micimackó-bot-társaságok
Bár önmagában nem Micimackó-bot-társaság, az Abingdoni Rotary Club ma már felelős az 1983 óta évente megrendezett Világbajnokságért, először a Days Lock (a Temzén), majd Witney-ben 2015 és 2018 között. és 2023-ban. A bajnokságot 2012-ben a Countryfile magazin olvasói „Britain's Favourite Quirky Event”-nek választották és azzal a céllal rendezik, hogy pénzt gyűjtsenek különféle jótékonysági szervezetek számára.

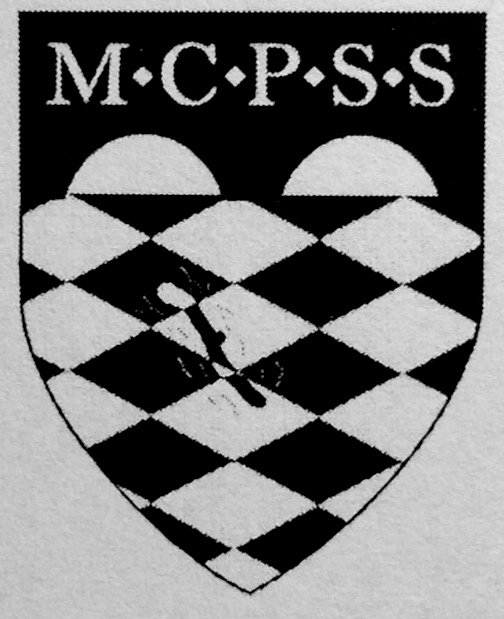
Az MCPSS logója, 2013 körül

Az oxfordi Magdalen College diákjainak köszönhetően megkezdődött az Oxford University Pooh Sticks Society újjáélesztése a 2013 áprilisában alapított Magdalen College Pooh Sticks Society (MCPSS) létrehozásával, amely keveri a klasszikus Micimackó-bot-játékokat, szabályokkal és kommentárokkal egészíti ki a Sajnálom, fogalmam sincs rádióműsor stílusában. Az utóbbi időben a klub egyre ismertebbé vált az egyetemen belül, és már nem csak a Magdalen College tagjaira korlátozódik.
Az 1993-ban alapított Pembroke College, a Cambridge-i Pembroke College Micimackó-bot-társaságának tagjai különféle módokon tisztelegnek A. A. Milne írásai előtt, a Micimackó-bot-játékok mellett a „valódi élet” a Száz hektáros erdőben.

## Fordítás
Ez a szócikk részben vagy egészben  a   Poohsticks című angol Wikipédia-szócikk ezen változatának fordításán alapul.  Az eredeti cikk szerkesztőit annak laptörténete sorolja fel. Ez a jelzés csupán a megfogalmazás eredetét és a szerzői jogokat jelzi, nem szolgál a cikkben szereplő információk forrásmegjelöléseként.